# مقرض الملاذ الأخير

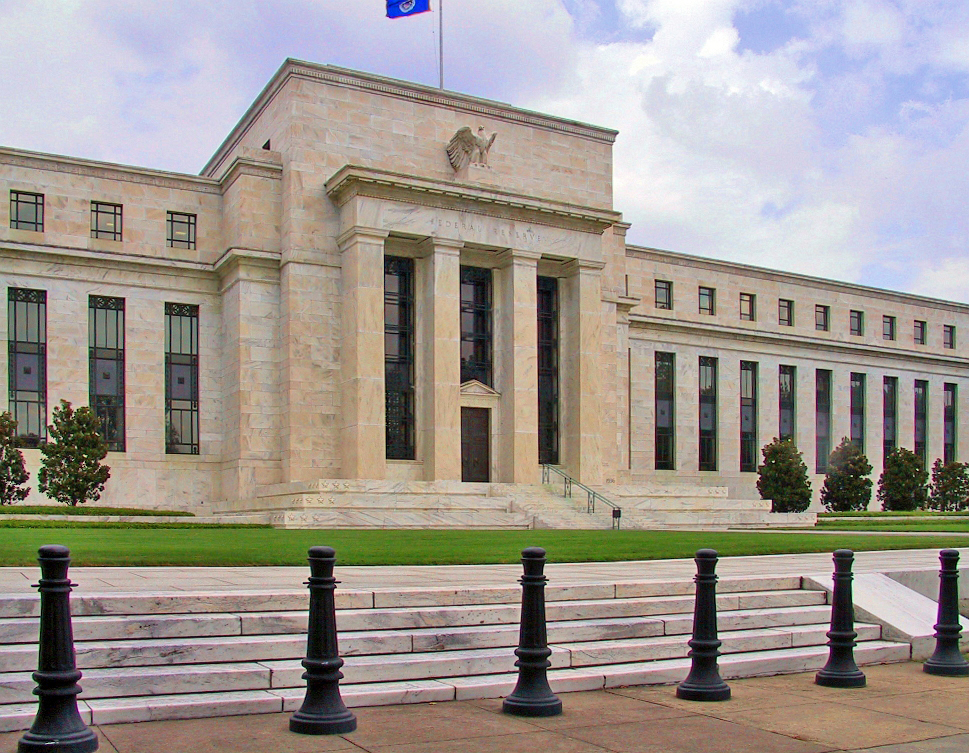
مقر نظام الاحتياطي الفيدرالي في واشنطن العاصمة

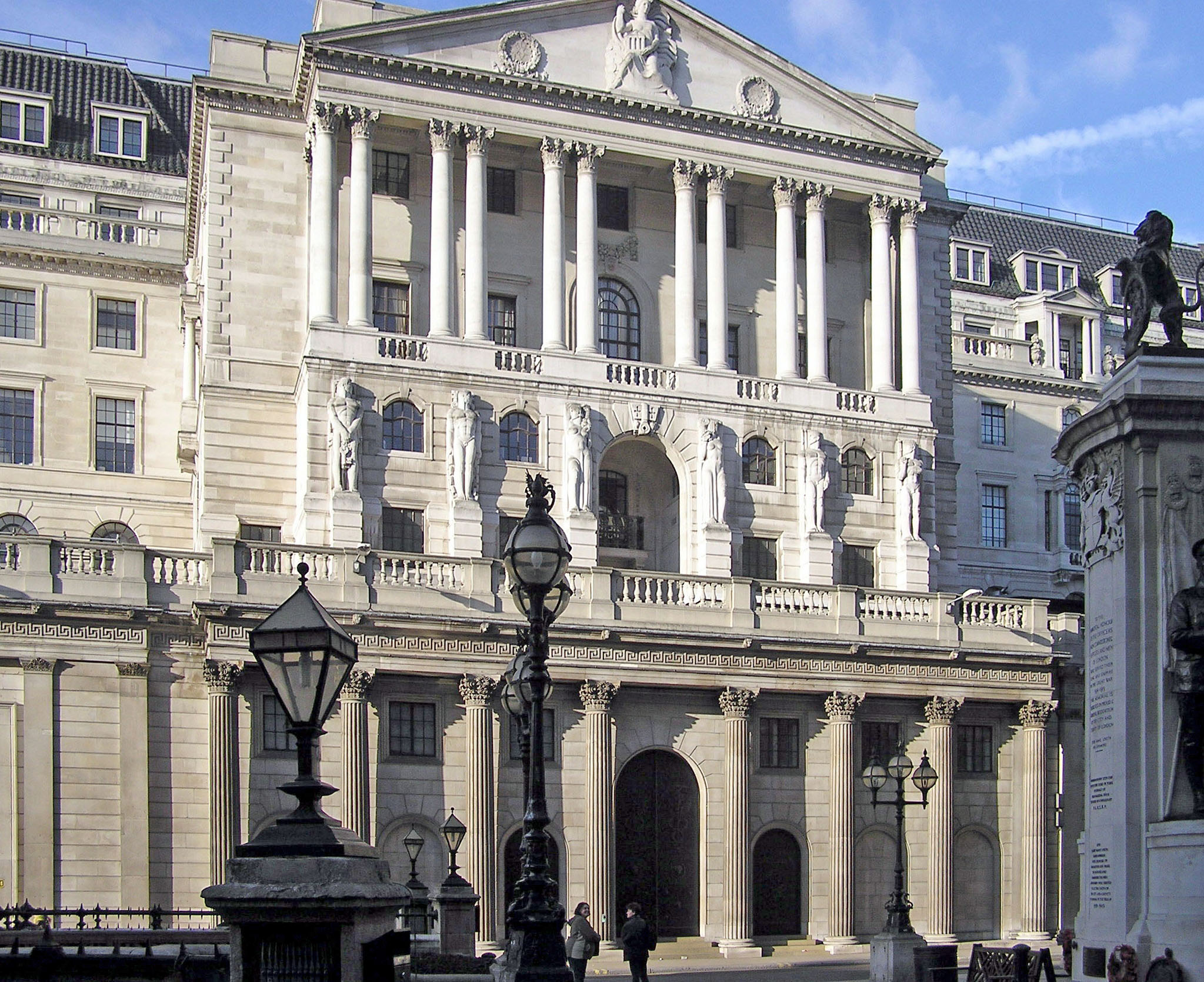
بنك إنجلترا في لندن

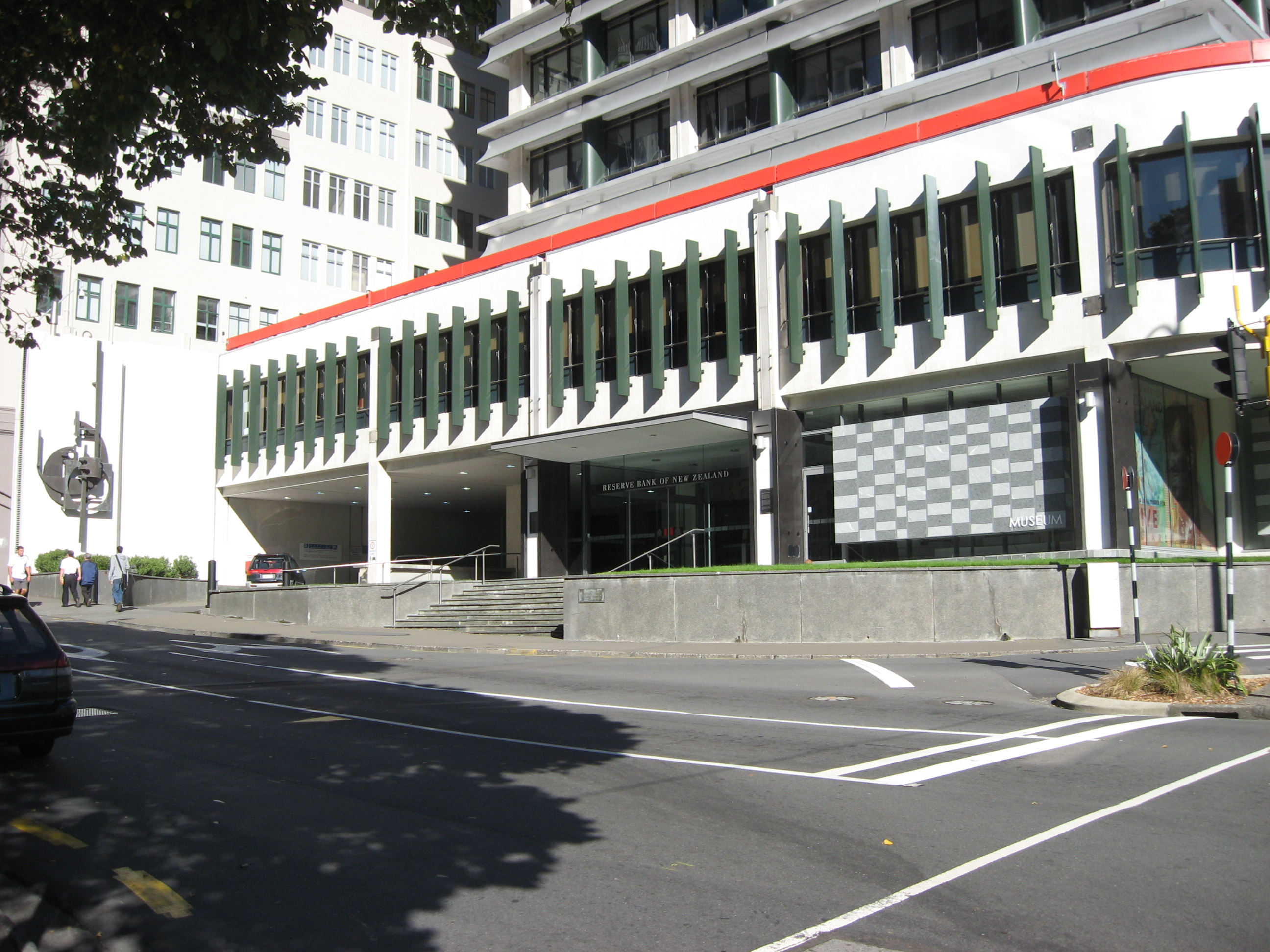
بنك الاحتياطي النيوزيلندي في ويلينجتون

مُقرض الملاذ الأخير أو ملاذ أخير للإقراض (LOLR) هو مؤسسة في نظام مالي تعمل كمزود للسيولة لمؤسسة مالية تجد نفسها غير قادرة على الحصول على السيولة الكافية في سوق الإقراض بين البنوك وغيرها من التسهيلات أو استنفدت هذه المصادر. إنه في الواقع ضمان حكومي لتوفير السيولة للمؤسسات المالية. منذ بداية القرن العشرين، كانت معظم البنوك المركزية تقدم تسهيلات إقراض الملاذ الأخير، وعادة ما تشمل وظائفها أيضًا ضمان السيولة في السوق المالية بشكل عام.
الهدف هو منع حدوث اضطراب اقتصادي نتيجة الذعر المالي وانتشار تدفقات البنوك من بنك إلى آخر بسبب نقص السيولة في البنك الأول.
هناك تعريفات مختلفة لمقرض الملاذ الأخير، ولكن التعريف الشامل هو أنه «توفير السيولة التقديرية لمؤسسة مالية (أو للسوق ككل) من قبل البنك المركزي كرد فعل لصدمة معاكسة تسبب زيادة غير طبيعية في الطلب على السيولة لا يمكن تلبيتها من مصدر بديل».
في حين أن المفهوم نفسه قد استخدم من قبل، فمن المفترض أن مصطلح «المقرض الملاذ الأخير» قد استخدم لأول مرة في سياقه الحالي من قبل السير فرانسيس بارينج ، في ملاحظاته حول إنشاء بنك إنجلترا، والذي نُشر عام 1797.